# Ашер, Адольф
Адольф Ашер (нем. Adolf Asher; 1800—1853) — немецкий книготорговец, антиквар, издатель и библиограф

.

## Биография
Адольф Ашер родился 23 августа 1800 в Каммине в Померании (ныне Камень-Поморски, Польша) в еврейской семье. Посещал гимназию в Берлине, несколько лет прожил в Англии, а затем переехал в столицу Российской империи город Санкт-Петербург, где сперва занимался торговлей драгоценными камнями, а некоторое время спустя заинтересовался торговлей книгами.
В 1830 году Ашер основал в Берлине книжную торговлю, имевшую своих представителей в Лондоне и Петербурге; его фирма вскоре стала одной из самых известных в антикварном отношении; его магазин, расположенный в соседнем доме к тому где жил издатель Фридрих Август Хербиг, стал одним из основных поставщиков книг для Британского музея в Блумсбери.
Ашер был не просто предпринимателем, но и библиографом и большим знатоком новоеврейского языка и литературы. Его перу принадлежат библиографические труды о Гульзиусе и «Scriptores rerum germanicarum» (Берлин, 1839) и сверх того он издал: «Bibliographical essay on the collection of voyages and travels published 1598—1600 by L. Hulsius» (Берлин, 1839) и «Itinerary of R. Benjamin of Tudela» (2 тома, Берлин, 1840; с переводом и примечаниями).
Адольф Ашер умер 1 сентября 1853 года во время путешествия в Венецию.
После его смерти фирма перешла к Д. Коллану и Альберту Кону, которые и основали её филиал в Лондоне в 1864 году. По выходе Коллана, Кон продолжал вести дело один с 1871 до 1874 год. После того обе фирмы Ашер и К° перешли к Л. Симсону и А. Беренду, между тем как Кон занялся исключительно антикварной частью.